# Марачёва, Ирина Владимировна
Ирина Владимировна Марачёва — российская легкоатлетка, которая специализируется в беге на 800 метров. Призёр чемпионата России в помещении. Мастер спорта международного класса.
Начинала занятия спортом в Тольятти, в СДЮШОР №3. Позднее перебралась в Калугу.
На Универсиаде 2009 года заняла 8-е места на дистанциях 800 и 1500 метров. Заняла 6-е место на чемпионате России 2012 года и не смогла войти в состав олимпийской сборной.
Финишировала на 3-м месте на чемпионате Европы 2012 года, но после дисквалификации Елены Аржаковой стала серебряным призёром. В 2014 году в составе сборной России заняла третье место на чемпионате мира по эстафетам (эстафета 4×800 метров). Оба этих успеха были аннулированы в 2016 году в связи с допинговой дисквалификацией.
25 января 2016 года Всероссийская федерация лёгкой атлетики дисквалифицировала на 2 года Ирину Марачёву. На основании показателей биологического паспорта был сделан вывод о применении спортсменкой допинга. Все её результаты с 26 июня 2012 года были аннулированы.